# Ruta de Illinois 10
La Ruta de Illinois 10, y abreviada IL 10 (en inglés: Illinois Route 10) es una carretera estatal estadounidense ubicada en el estado de Illinois. La carretera inicia en el oeste desde la US 136     en Easton hacia el este en la US 150     en Champaign. La carretera tiene una longitud de 147 km (91.35 mi).

## Mantenimiento
Al igual que las autopistas interestatales, y las rutas federales y el resto de carreteras estatales, la Ruta de Illinois 10 es administrada y mantenida por el Departamento de Transporte de Illinois por sus siglas en inglés IDOT.